# Eulithis dolomitica
Eulithis dolomitica là một loài bướm đêm trong họ Geometridae.